# ガウス賞
ガウス賞（ガウスしょう、Carl Friedrich Gauss Prize）は、社会の技術的発展と日常生活に対して優れた数学的貢献をなした研究者に贈られる賞。4年に1度の国際数学者会議(ICM)の開会式において授与される（同時に授賞式が行われるものとしてフィールズ賞とネヴァンリンナ賞がある）。
カール・フリードリヒ・ガウスの生誕225周年を記念し、2002年にドイツ数学会と国際数学連合が共同で設けた賞で、第1回授賞は2006年。その名はガウスが1801年に一旦は発見されながら見失われてしまった小惑星セレスの軌道を最小二乗法の改良により突き止め、再発見を成功させた故事に由来する。
国際数学者会議が他に主催するものとしても有名なフィールズ賞など、一般に数学の賞は純粋な数学的業績（数学分野への貢献）を評価するのに対し、ガウス賞はそれが実際に社会的な技術発展など、数学分野以外に与えた影響・貢献を評価する。例えば第1回の伊藤清の受賞理由である確率微分方程式は、金融工学及び経済学の発展に多大な影響を与えたものである。そのため、実社会に広まる時間差を考慮して、フィールズ賞やネヴァンリンナ賞に見られる受賞資格の年齢制限もない（なお、アーベル賞など年齢制限のない数学の賞は他にもある）。
受賞者には金メダルと賞金が授与される。本賞の基金には1998年にベルリンで開かれた国際数学者会議で生じた余剰金が充てられている。メダルの意匠は表面がガウスの肖像、裏面がセレスの軌道を表す曲線と円（小惑星）、正方形（square：最小二乗法に因む）である。

## 受賞者の一覧
名前の読み（名前の綴り、生年 - 没年）生まれた国の順。生まれた国は現在の国名で記載。
- 2006年
  - 伊藤清 （Kiyoshi Ito, 1915年 - 2008年）  日本
- 2010年
  - イヴ・メイエ（Yves Meyer, 1939年 - ）  フランス
- 2014年
  - スタンリー・オッシャー（Stanley Osher, 1942年 - ）  アメリカ合衆国
- 2018年
  - デイヴィッド・ドノホー（David Donoho, 1957年 - ）  アメリカ合衆国
- 2022年
  - エリオット・H・リーブ（Elliott H. Lieb, 1932年 - ）  アメリカ合衆国